# Lénine (brise-glace)
 (mars 2013).
Si vous disposez d'ouvrages ou d'articles de référence ou si vous connaissez des sites web de qualité traitant du thème abordé ici, merci de compléter l'article en donnant les références utiles à sa vérifiabilité et en les liant à la section « Notes et références ».
Pour les articles homonymes, voir Lénine (homonymie).
Le brise-glace Lénine (en russe : Ле́нин), lancé le 6 décembre 1957, fut le premier navire civil (et de surface) à propulsion nucléaire dans le monde. Il rentre dans la catégorie des brise-glaces à propulsion nucléaire conçus pour naviguer dans l’océan arctique.

## Historique

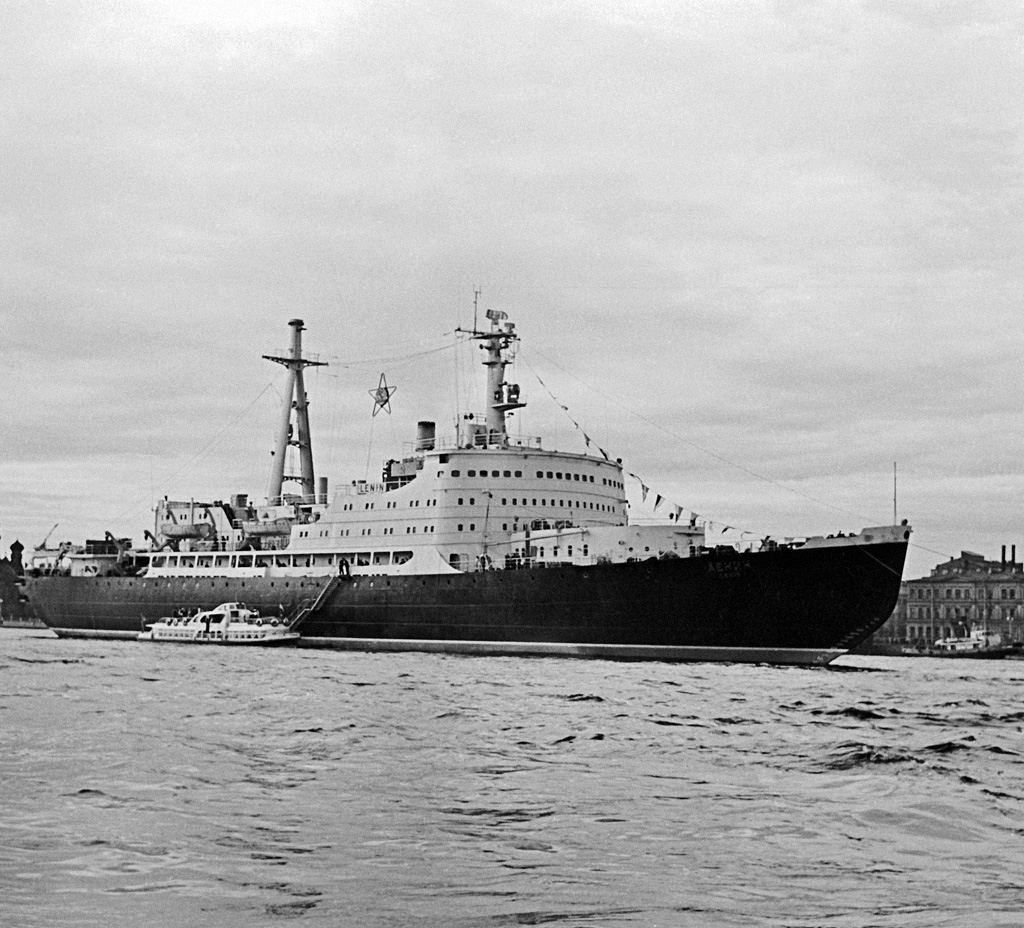
Dmitri Kozlov, Le Lénine sur la rivière Neva à Leningrad le 16 septembre 1959

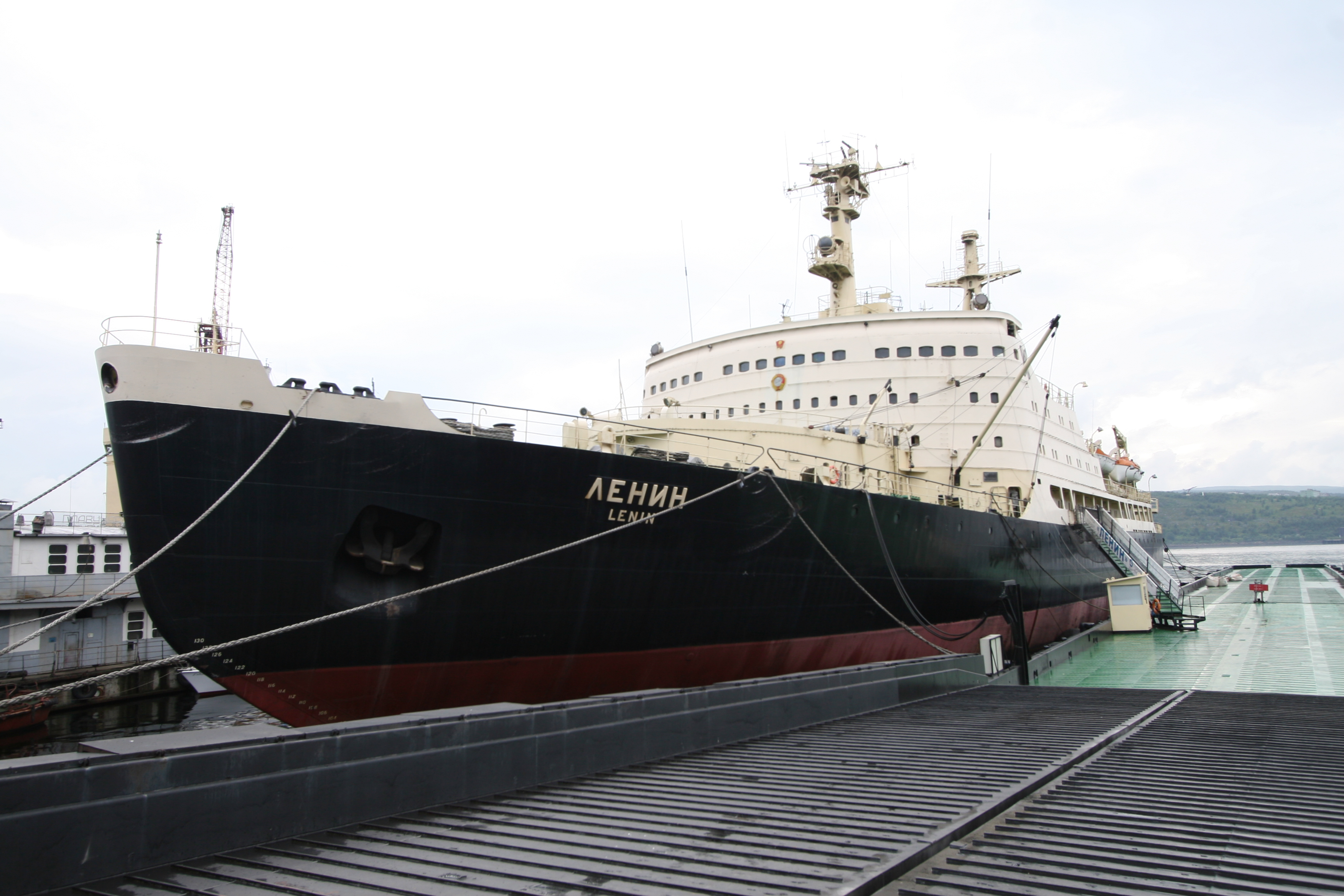
Brise-glace nucléaire Lénine.

Lancé le 6 décembre 1957, à Léningrad (actuelle Saint-Pétersbourg), il est propulsé par 2 réacteurs nucléaires et 4 turbines à vapeur. Les 4 turbines Kirov alimentent des générateurs reliés à 3 jeux de moteurs électriques et d'axes de transmission. Les moteurs électriques mettent en action 3 hélices de propulsion, 2 sur le travers et 1 centrale. Le navire possédait également 3 moteurs électriques auxiliaires autonomes.
Durant l'hiver de 1966-1967, le Lénine fut endommagé par un accident sur l'un de ses réacteurs nucléaires dont les détails exacts ne sont aujourd'hui pas encore rendus publics ; il est supposé que le réacteur fondu a été jeté en mer de Kara.
Le Lénine fut désarmé en 1989, car sa coque avait trop souffert des frottements avec la glace, et fut transformé en bateau musée. Il se trouve actuellement à l'Atomflot, une base pour brise-glace nucléaires à Mourmansk. Après des réaménagements et de légères réparations, le brise-glace est ouvert à la visite dans le port de Mourmansk.
Comme pour les anciens sous-marins ou navires nucléaires russes, se pose pour le Lénine le problème aigu du traitement de ses déchets radioactifs. La plupart de ces bâtiments se trouvent désarmés sur la presqu'île de Kola et sont laissés à l'abandon à la suite des problèmes économiques de la Russie et de son armée.
Le navire disposait également d'une plateforme à l'arrière pouvant accueillir un hélicoptère lourd.